# Мексико във Втората световна война
Мексико участва във Втората световна война на страната на Съюзниците от 22 май 1942 година до края на войната.
Страната се включва във войната в контекста на политиката на президента Мануел Авила Камачо на подобряване на отношенията със Съединените щати. Повод за включването на Мексико във войната става потопяването на мексикански кораби от германски подводници. Въведена е наборна военна служба, но участието на страната във войната е непопулярно и в чужбина е изпратена само една доброволческа част – 201-ва изтребителна ескадрила, която от лятото на 1944 година участва във Филипинската операция.